# 阿特高地区施特拉斯
阿特高地区施特拉斯是奥地利上奥地利州弗克拉布鲁克县的一个市镇。总面积31平方公里，总人口1492人，人口密度48.1人/平方公里（2005年）。